# 6082 Тимірязєв
6082 Тимірязєв (6082 Timiryazev) — астероїд головного поясу, відкритий 21 жовтня 1982 року.
Тіссеранів параметр щодо Юпітера — 3,428.